# Pokrovs'k
Pokrovs'k (in ucraino Покровськ?; in russo Покровск?) è una città dell'Ucraina orientale situata nel distretto di Pokrovs'k nell'oblast' di Donec'k. Ospita l'amministrazione del distretto di Pokrovs'k e della comunità territoriale di Pokrovs'k, una delle comunità territoriali dell'Ucraina.
Nel 2025 aveva una popolazione di 1350 abitanti. Fino al maggio 2016 era nota con il nome di Krasnoarmijs'k (in ucraino: Красноармійськ; in russo: Красноармейск, Krasnoarmejsk), in onore dell'Armata Rossa. Fino al 1938 era, invece, nota come Grišino (in russo: Гришино; in ucraino: Гришине, Grišine).

## Storia
Durante la seconda guerra mondiale la città, che costituiva un importante nodo di comunicazione della regione mineraria e industriale del Donbass, venne occupata dalle truppe tedesche della Wehrmacht all'inizio dell'Operazione Barbarossa, nella tarda estate 1941; venne liberata una prima volta per pochi giorni dai soldati sovietici dell'Armata Rossa nel febbraio 1943 nel corso dell'Operazione Galoppo, ma venne subito riconquistata dai panzer tedeschi passati al contrattacco. 
Rimase occupata fino all'8 settembre 1943 quando venne definitivamente liberata dalle truppe sovietiche durante l'offensiva del Donbass che permise all'Armata Rossa di riconquistare l'intera regione mineraria e respingere i tedeschi dietro il Dnepr.
Fino al 18 luglio 2020 Pokrovs'k era classificata come città di rilevanza regionale, costituiva un comune autonomo e fungeva da centro amministrativo del Distretto di Pokrovs'k, sebbene non appartenesse al distretto Nell'ambito della riforma amministrativa dell'Ucraina, che ha ridotto a otto il numero dei distretti dell'oblast' di Donec'k, la città è entrata a far parte del distretto di Pokrovs'k.
Il 7 agosto 2023, durante l'invasione russa dell'Ucraina, missili russi hanno colpito due volte la città, uccidendo nove persone.
Nel luglio 2024 la Russia ha rinnovato gli sforzi per raggiungere e catturare Pokrovs'k in una nuova offensiva. Il 15 agosto Serhij Dobriak, capo dell'amministrazione militare della città di Pokrovsk, ha riferito che le forze russe erano a soli 10 km dalla città e ha esortato tutti i cittadini, in particolare gli anziani e le famiglie con bambini piccoli, ad evacuare.
Il 19 agosto i funzionari ucraini hanno annunciato che le famiglie con bambini che vivevano a Pokrovs'k e nei villaggi circostanti sarebbero state costrette a lasciare la città. Secondo quanto riferito, al 1º settembre la popolazione era scesa a 36.000 persone.
Il 5 settembre la stazione ferroviaria è stata chiusa per l'evacuazione dei civili a causa del deterioramento della sicurezza, che è proseguita utilizzando invece gli autobus e la stazione di Pavlohrad. Secondo il governatore dell'oblast' di Donec'k, Vadim Fіlaškіn, 26.000 persone, tra cui 1.076 bambini, erano ancora in città.